# Fidaxomicina
La fidaxomicina, que se vende bajo la marca Dificid, entre otras, es el primer miembro de una clase de antibióticos macrocíclicos de espectro reducido llamados tiacumicinas . Es un producto de la fermentación obtenido del actinomiceto Dactylosporangium aurantiacum subespecie hamdenesis. La fidaxomicina se absorbe mínimamente en el torrente sanguíneo cuando se toma por vía oral, es bactericida y erradica selectivamente el patógeno Clostridioides difficile, alterando escasamente a las especies de bacterias que componen la microbiota intestinal normal. El mantenimiento de las condiciones fisiológicas normales (incluyendo la integridad de la microbiota normal) en el colon puede reducir la probabilidad de recurrencia de la colitis por C. difficile .
Lo comercializa Merck, que adquirió Cubist Pharmaceuticals en 2015 y, a su vez, compró la empresa original, Optimer Pharmaceuticals. Se utiliza para el tratamiento de la infección por C. difficile (CDI, Clostridioides difficile infection), que también se conoce como diarrea asociada a C. difficile, y puede progresar hacia colitis por C. difficile y colitis seudomembranosa.
La fidaxomicina está disponible en comprimidos de 200 mg que se administra cada 12 horas durante un tiempo recomendado de 10 días. La duración total de la terapia debe ser determinada por el estado clínico del paciente. Actualmente es uno de los antibióticos más caros aprobados para su uso.

## Mecanismo
La fidaxomicina se une y previene el movimiento de las "regiones de cambio" de la ARN polimerasa bacteriana. El movimiento de cambio ocurre durante la apertura y el cierre de la pinza ADN:ARN, un proceso que ocurre durante la transcripción del ARN pero que es especialmente importante en la apertura del ADN de doble cadena durante el inicio de la transcripción. Tiene una absorción sistémica mínima y un espectro de actividad estrecho; es activo contra bacterias grampositivas, especialmente clostridios. El rango de concentración inhibitoria mínima (MIC) para C. difficile (ATCC 700057) es de 0,03 a 0,25 μg/mL.

## Ensayos clínicos
La compañía informó buenos resultados en 2009, a partir de un ensayo clínico de fase III en América del Norte que lo comparó con vancomicina oral para el tratamiento de la infección por C. difficile. El estudio cumplió con su criterio principal de valoración de curación clínica, demostrando que la fidaxomicina no fue inferior a la vancomicina oral (92,1 % frente a 89,8 %). Además, el estudio cumplió su criterio de valoración secundario de recurrencia: el 13,3 % de los sujetos tuvo una recurrencia con fidaxomicina frente al 24,0 % con vancomicina oral. El estudio también alcanzó su criterio de valoración exploratorio de curación global (77,7 % para fidaxomicina frente a 67,1 % para vancomicina). La curación clínica se definió como pacientes que no requerían terapia adicional para el tratamiento de la infección por C. difficile dos días después de completar la medicación del estudio. La cura global se definió como pacientes que se curaron al final de la terapia y no tuvieron una recurrencia en las siguientes cuatro semanas.
Se demostró que la fidaxomicina es igual de eficaz que el medicamento estándar, la vancomicina, para tratar la infección por C. difficile en un ensayo clínico de Fase III publicado en febrero de 2011. Los autores también informaron significativamente menos recurrencias de infección, un problema frecuente con C. difficile y efectos secundarios de medicamentos similares.
Según un ensayo clínico multicéntrico, se informó que la fidaxomicina es bien tolerada en niños con diarrea asociada a C. difficile y tiene un perfil farmacocinético en niños similar al de los adultos. Si bien uno de los autores del ensayo se encontraba laborando para una empresa subsidiaria de Merck y la investigación misma fue financiada por la misma empresa.
Sin embargo, una serie de casos de 2012 sugiere que la fidaxomicina no sería efectiva para pacientes con múltiples recaídas y debería ser usada temprano en el tratamiento de la colitis por C. difficile.
Con respecto al alto presupuesto para gastar en fidaxomicina, una revisión sistemática de la literatura publicada en 2017 mostró que la fidaxomicina demostró ser rentable frente al metronidazol y la vancomicina en pacientes con infección por C. difficile; sin embargo, dichos hallazgos fueron financiados por la empresa Astellas Pharma Inc, además uno de los autores era trabajador de la mencionada empresa durante la preparación del artículo, y dos eran empleados de otra empresa que había recibido pagos de Astellas Pharma Inc

## Aprobación e indicaciones
El 5 de abril de 2011, el fármaco obtuvo la aprobación unánime de un panel asesor de la FDA para el tratamiento de la infección por C. difficile, y obtuvo la aprobación total de la FDA el 27 de mayo de 2011. A partir de enero de 2020, la fidaxomicina está aprobada por la FDA para su uso en niños de 6 meses en adelante para la diarrea asociada a C. difficile.